# Vrhovje
Vrhovje – wieś w Słowenii, w gminie Cerklje na Gorenjskem. W 2018 roku liczyła 8 mieszkańców.